# 桜井景一
桜井 景一（、1950年〈昭和25年〉5月9日 - ）は日本の特撮映画の撮影監督。鹿児島県生まれ、北海道育ち。

## 来歴
幼少期より特撮作品を愛好しており、『流星人間ゾーン』（1973年）第4話より撮影助手として参加。以後、東宝映像で多くの特撮作品のカメラマンを務めた。
超星神シリーズに参加したことでフリーとなり、シリーズ3作品すべてで特撮班のメインカメラマンを担当する。

## エピソード
撮影助手時代は、操演のピアノ線に白や黒のスプレーで塗装する「線消し」も担当していたが、本番直前まで作業するためキャラクターのスーツにスプレーをかけてしまうこともあったという。
映画『モスラ3 キングギドラ来襲』（1998年）での石膏板を用いたビル爆破の合成描写は、桜井の発案による。デジタル技術も積極的に取り入れており、CGによるシミュレーションや写真を3D化するソフトなども用いていた。同作品で特殊技術撮影を務めた江口憲一は、桜井は特撮映画が好きなため合成技術も研究しており、経費や時間の面で非常に助かったと述べている。
『モスラ3』での富士山の空撮は、同山のウェブサイトを観ながら天候を予測していたがうまくいかず、桜井は天気予報を無視して勘で出たところ晴天になり、撮影に成功したという。

## 代表作

### 映画
| 公開年月日     | 作品名                                             | 制作（配給） | 役職                          |
| -------------- | -------------------------------------------------- | --- | ----------------------------- |
| 1974年3月21日  | ゴジラ対メカゴジラ                                 | 東宝映像 （東宝） | 撮影助手                      |
| 1976年10月2日  | 大空のサムライ                                     | 東宝映画 （東宝） | 撮影助手                      |
| 1984年3月17日  | さよならジュピター                                 | 東宝映画 （東宝） | 撮影助手（特撮）              |
| 1988年9月17日  | アナザーウェイ D機関情報                           | タキエンタープライズ （東宝東和） | 撮影                          |
| 1991年5月11日  | 妖怪ハンター ヒルコ                                | セディック （松竹富士） | 撮影                          |
| 1991年12月14日 | ゴジラvsキングギドラ                               | 東宝映画 （東宝） | 協力撮影                      |
| 1992年12月12日 | ゴジラvsモスラ                                     | 東宝映画 （東宝） | 協力撮影                      |
| 1993年12月11日 | ゴジラvsメカゴジラ                                 | 東宝映画 （東宝） | 協力撮影                      |
| 1998年12月12日 | モスラ3 キングギドラ来襲                           | 東宝映画 （東宝） | 撮影                          |
| 2005年12月17日 | 劇場版 超星艦隊セイザーX 戦え!星の戦士たち         | 東宝映画 （東宝） | 撮影                          |
| 2007年12月8日  | マリと子犬の物語                                   | 小学館 日テレ よみうりテレビ 札幌テレビ ミヤギテレビ テレビ新潟 静岡第一テレビ 中京テレビ 広島テレビ 福岡放送 読売新聞 アミューズソフトエンタテインメント ホリプロ 東宝映画 （東宝） | 撮影                          |
| 2012年7月10日  | 巨神兵東京に現わる                                 | 特撮研究所 カラー | 撮影                          |
| 2015年8月1日   | 進撃の巨人 ATTACK ON TITAN                         | 東宝映画 （東宝） | 撮影 （特撮セカンドユニット） |
| 2015年9月19日  | 進撃の巨人 ATTACK ON TITAN エンド オブ ザ ワールド | 東宝映画 （東宝） | 撮影 （特撮セカンドユニット） |
| 2016年7月29日  | シン・ゴジラ                                       | 東宝映画 シネバザール | B班（特技兼任）撮影           |

### テレビドラマ
- 超星神グランセイザー（2003年10月4日 - 2004年9月25日） - 撮影
- 幻星神ジャスティライザー（2004年10月2日 - 2005年9月24日） - 撮影
- 超星艦隊セイザーX（2005年10月1日 - 2006年6月24日） - 撮影

### その他
- 2019年『夢の挑戦 ゴジラ須賀川に現る』（撮影） - 円谷英二ミュージアムで限定公開される特別映像[8][11]。

## 著書
- 西川タイジ、中野昭慶、桜井景一、宮西武史、小川利弘 、若狭新一、藤下忠男、杉村克之、市村昭弘、諏訪操旺、松尾和之、小形英正、髙澤公明、北條則明『トーク・アバウト・シネマ—「特撮・CG・VFX」から語る映像表現と仕事論』発行：シネボーイ/PAPER PAPER　発売：フィルムアート社、2017年4月1日。ISBN 4845916347。